# تشارلز جي
تشارلز جي (بالإنجليزية: Charles Gee)‏ (6 أبريل 1909 بستوكبورت في المملكة المتحدة - 1981) هو لاعب كرة قدم بريطاني (وحمل سابقاً جنسية المملكة المتحدة لبريطانيا العظمى وأيرلندا) في مركزي الدفاع وقلب الدفاع. شارك مع منتخب إنجلترا لكرة القدم. أما مع النوادي، فقد لعب مع نادي إيفرتون.

## وصلات خارجية
- تشارلز جي على موقع قاعدة بيانات كرة القدم.إي يو (الإنجليزية)
- تشارلز جي على موقع ناشيونال فوتبول تيمز (الإنجليزية)